# سری دیویا
سری دیویا (به انگلیسی: Sri Divya) (زاده ۱ آوریل ۱۹۹۳) بازیگر هندی است.
از کارهای معروف او می‌توان به بازی در فیلم‌های سایز صفر و روزهای بنگلور اشاره کرد.